# Рангово-посадова система
Рангово-посадова система — одна з головних засад існування армійської організації, неодмінний компонент військової традиції. Визначає становище військовослужбовців у військовій ієрархії залежно від посад і персональних рангів (звань) та відображає їх взаємозв’язок. Виникла в європейських країнах із появою регулярних армій і впровадженням військових рангів упродовж 15—16 ст. В Україні склалася у зв’язку з прийнятим 1654 реєстром про ранги козацького війська. У російській армії Р.-п.с. набула остаточного вигляду із впровадженням Табеля про ранги 1722 й існувала до 1917, зокрема в українських полках і дивізіях, сформованих у часи Війни 1812.
У першій українській військовій формації 20 ст. — Легіоні Українських січових стрільців (1914—18) — Р.-п.с. відповідала європейським зразкам та була успадкована Українською Галицькою армією Західноукраїнської Народної Республіки (1918 —20). За постановою Української Центральної Ради від 17 листопада 1917 було скасовано військові ранги, впроваджено виборність командирів, становище яких визначали виключно посади. Ці заходи завдали великої шкоди боєздатності українського війська. 16 червня 1918 гетьман П.Скоропадський відновив персональні військові звання й розгорнув формування регулярної армії. Р.-п.с. набрала суто національних рис, притаманних добі Гетьманщини.
Із приходом до влади в Україні Директорії Української Народної Республіки 8 січня 1919 персональні військові звання були скасовані, однак 9 квітня 1919 відновлені. Р.-п.с. в Армії Української Народної Республіки остаточно було упорядковано наказом головного отамана Армії УНР С.Петлюри 12 березня 1920. Вона продовжувала існувати й після інтернування Армії УНР в Польщі. Після Жовтневого перевороту в Петрограді 1917 і скасування військових рангів становище військовослужбовців у Червоній армії визначалося посадами. Звання були відновлені 1935. Українська повстанська армія доби Другої світової війни прийняла Р.-п.с., подібну до тих, які діяли в УГА і Армії УНР. Сучасні Збройні сили України успадкували в основному радянську систему.